# Eituniškės pelkė ir Lygiaraistis
Eituniškės pelkė ir Lygiaraistis este o arie protejată (arie specială de conservare — SAC, sit de importanță comunitară — SCI) din Lituania întinsă pe o suprafață de 287,22 ha, integral pe uscat.

## Localizare
Centrul sitului Eituniškės pelkė ir Lygiaraistis este situat la coordonatele 54°55′40″N 25°48′59″E / 54.9278°N 25.8165°E.

## Înființare
Situl Eituniškės pelkė ir Lygiaraistis a fost declarat sit de importanță comunitară în august 2016 pentru a proteja un număr necunoscut de specii din flora spontană și fauna sălbatică aflate în arealul zonei. Situl a fost protejat și ca arie specială de conservare în mai 2019.

## Biodiversitate
Situată în ecoregiunea boreală, aria protejată conține 3 habitate naturale: Mlaștini oligotrofe degradate, capabile încă de regenerare naturală, Mlaștini turboase de tranziție și turbării mișcătoare, Mlaștini împădurite.
La baza desemnării sitului se află un număr nedeclarat de specii protejate.
Pe lângă speciile protejate, pe teritoriul sitului au mai fost identificate 2 specii de plante.